# باول كابلين
باول كابلين (بالإنجليزية: Paul Caplin)‏ هو موسيقي وشخصية أعمال بريطاني، ولد في 31 ديسمبر 1954 في لندن في المملكة المتحدة.